# Jack Leitch
Jack Leitch (* 17. Juli 1995 in Motherwell) ist ein schottischer Fußballspieler. Der Sohn des ehemaligen Fußballprofis Scott Leitch spielt beim FC Peterhead.

## Vereinskarriere
Jack Leitch wurde in Motherwell in der schottischen Region North Lanarkshire geboren, während sein Vater in dieser Zeit bei Heart of Midlothian in Edinburgh aktiv war. In seiner Jugend begann Jack für den FC Motherwell zu spielen. Bis zu seinem Profidebüt im November 2013 und darüber hinaus sollte er in der  Youth Academy zu Einsatzminuten kommen. Das Debüt als Profi gab der als Mittelfeldspieler agierende Leitch in der 4. Runde des schottischen Pokals bei der 0:1-Niederlage gegen die Albion Rovers, als er für Zaine Francis-Angol eingewechselt wurde. Ab Januar 2014 kam er unter Trainer Stuart McCall in der Scottish Premiership zum Einsatz, bis zum Saisonende sollte er auf insgesamt neun Partien kommen. Im Juni 2014 verlängerte der Jungprofi den Vertrag um zwei weitere Jahre. Der Vertrag wurde jedoch im Sommer 2016 aufgelöst, und Leitch wechselte zum Airdrieonians FC. Nach einer Saison wechselte er weiter zum FC Peterhead.